# سام هيل
سام هيل (بالإنجليزية: Sam Hill)‏ هو منتج أفلام ومخرج أمريكي، ولد في القرن العشرين.

## وصلات خارجية
- سام هيل على موقع IMDb (الإنجليزية)
- سام هيل على موقع ألو سيني (الفرنسية)
- سام هيل على موقع أول موفي (الإنجليزية)
- سام هيل على موقع قاعدة بيانات الفيلم (الإنجليزية)
- سام هيل على موقع كينوبويسك (الروسية)